# مشطي الأذن
مُشْطِيُّ الأُذُن (الاسم العلمي: Ctenotus)، جنس سحالي من فصيلة السقنقورية، وهو أكثر الأجناس تنوعًا في أستراليا حيث أنه يشتمل على قرابة 100 نوع.